# Homec, Vojnik
Homec je naselje v Občini Vojnik.